# Великий Фонтан (мис)
46°22′31″ пн. ш. 30°45′07″ сх. д. / 46.37528° пн. ш. 30.75194° сх. д.
Мис Великий Фонтан — південна межа Одеської затоки. Розташований в районі 16-ї станції Великого Фонтану, району м. Одеси. На мису розташований Свято-Успенський Одеський чоловічий монастир.